# Élections sénatoriales de 1998 dans les Alpes-de-Haute-Provence
L'élection sénatoriale dans les Alpes-de-Haute-Provence a eu lieu le dimanche 27 septembre 1998. 
Elle a eu pour but d'élire le sénateur représentant le département au Sénat pour un mandat de neuf années.

## Contexte départemental
Lors des élections sénatoriales du 24 septembre 1989 dans les Alpes-de-Haute-Provence, un sénateur a été élu, Fernand Tardy (PS).
Depuis, tous les effectifs du collège électoral des grands électeurs ont été renouvelés, avec les élections législatives françaises de 1997, les élections régionales françaises de 1998, les élections cantonales de 1994 et 1998 et les élections municipales françaises de 1995.

## Rappel des résultats de 1989
| Candidat et parti politique | Candidat et parti politique | Candidat et parti politique | Premier tour | Premier tour | Second tour | Second tour |
| Candidat et parti politique | Candidat et parti politique | Candidat et parti politique | Voix         | %            | Voix        | %           |
| --------------------------- | --------------------------- | --------------------------- | ------------ | ------------ | ----------- | ----------- |
|                             | Henri Savornin              | RPR                         | 229          | 44,52        | 215         | 46,54       |
|                             | Fernand Tardy               | PS                          | 175          | 38,38        | 247         | 53,46       |
|                             | Paul Roucaud                | PCF                         | 60           | 13,16        | Retrait     | Retrait     |
|                             | Claude Delaune              | DVD                         | 11           | 2,41         | Retrait     | Retrait     |
|                             | Frédéric Burlot             | FN                          | 7            | 1,54         | Retrait     | Retrait     |
|                             |                             |                             |              |              |             |             |
| Inscrits                    | Inscrits                    | Inscrits                    | 467          | 100,00       | 467         | 100,00      |
| Abstentions                 | Abstentions                 | Abstentions                 | 2            | 0,43         | 0           | 0,00        |
| Votants                     | Votants                     | Votants                     | 465          | 99,57        | 467         | 100,00      |
| Blancs et nuls              | Blancs et nuls              | Blancs et nuls              | 9            | 1,93         | 5           | 1,07        |
| Exprimés                    | Exprimés                    | Exprimés                    | 456          | 98,33        | 462         | 98,36       |

## Sénateurs sortants
| Sénateur | Sénateur      | Parti | Fonctions lors de l'élection en 1989                  |
| -------- | ------------- | ----- | ----------------------------------------------------- |
|          | Fernand Tardy | PS    | Sénateur sortant, conseiller général, maire de Thoard |

## Présentation des candidats
Les nouveaux représentants sont élus pour une législature de 9 ans au suffrage universel indirect par les 490 grands électeurs du département. 
Dans les Alpes-de-Haute-Provence, le sénateur est élu au scrutin majoritaire à deux tours. 
| Candidats | Candidats       | Parti | Principale fonction                                        |
| --------- | --------------- | ----- | ---------------------------------------------------------- |
|           | Paul Roucaud    | PCF   | Maire de Montfort                                          |
|           | Claude Domeizel | PS    | Maire de Volx                                              |
|           | Daniel Spagnou  | RPR   | Conseiller régional, conseiller général, maire de Sisteron |
|           | Pierre Cazorla  | FN    | Conseiller municipal de Manosque                           |

## Résultats
| Candidat et parti politique | Candidat et parti politique | Candidat et parti politique | Premier tour | Premier tour | Second tour | Second tour |
| Candidat et parti politique | Candidat et parti politique | Candidat et parti politique | Voix         | %            | Voix        | %           |
| --------------------------- | --------------------------- | --------------------------- | ------------ | ------------ | ----------- | ----------- |
|                             | Daniel Spagnou              | RPR                         | 229          | 48,72        | 236         | 49,17       |
|                             | Claude Domeizel             | PS                          | 169          | 35,96        | 244         | 50,83       |
|                             | Paul Roucaud                | PCF                         | 68           | 14,47        | Retrait     | Retrait     |
|                             | Pierre Cazorla              | FN                          | 4            | 0,85         | Retrait     | Retrait     |
|                             |                             |                             |              |              |             |             |
| Inscrits                    | Inscrits                    | Inscrits                    | 490          | 100,00       | 490         | 100,00      |
| Abstentions                 | Abstentions                 | Abstentions                 | 12           | 2,45         | 2           | 0,41        |
| Votants                     | Votants                     | Votants                     | 478          | 97,55        | 488         | 99,59       |
| Blancs et nuls              | Blancs et nuls              | Blancs et nuls              | 8            | 1,67         | 8           | 1,64        |
| Exprimés                    | Exprimés                    | Exprimés                    | 470          | 98,33        | 480         | 98,36       |